# Adolf Thesmacher
Adolf Thesmacher (* 19. Februar 1880 in Oldenburg in Oldenburg; † 29. April 1948 in Bremen-Borgfeld) war ein deutscher Architekt.

Anzeige im Adressbuch 1936

## Leben
Thesmacher arbeitete in Stettin von um 1920 bis 1938 vor allem im Stil der Moderne. Er lebte im selbst entworfenen Wohnhaus Mörikeweg 12 in Stettin-Neuwestend (heute: Marii Skłodowskiej-Curie 12, Szczecin), das 1936 im Adressbuch von Stettin als Wohnort des Architekten ausgewiesen war: „Adolf Thesmacher, Architekt, Mitgl. d. R.K.d.b.K., Am Königstor 8. Tel. 20216 Wohnung: Mörikeweg 12.“
Die Gebäude Am Königstor 6–8 in Stettin war auch Sitz der Feldmühle AG, die 1938 nach Berlin umzog, wo Thesmacher die von der Feldmühle bezogenen Mietshäuser Kurfürstendamm 56–58 in Bürogebäude umgebaut hatte.
Adolf Thesmacher starb 1948 und wurde auf den Friedhof in Borgfeld beigesetzt.

## Bauten
- 1910: Wohnhaus am Graßmannweg in Stettin-Ackermannshöhe (Szczecin-Pogodno, ul. Stojałowskiego 9)
- 1910: Wohnhaus für W. Heinzelmann am Dürerweg in Stettin-Ackermannshöhe (Szczecin-Pogodno, ul. Waryńskiego 9)
- 1911: Villa für Georg Rohrbek am Grillparzerweg in Stettin-Neuwestend (Szczecin-Pogodno, Bałuckiego 5)
- 1912: Wohnhaus für Otto Lange am Dürerweg in Stettin-Ackermannshöhe (Szczecin-Pogodno, ul. Waryńskiego 6)
- 1920: Logenhaus der Freimaurerloge in Stettin, Am Vogelstangenberg (1935–1937 zum Gaufrauenschaftshaus umgebaut; heute Sitz des Teatr Polski[3])
- 1924: Büro- und Geschäftshaus „Haus Pommern“ für die Handwerker-Lieferungs-Gesellschaft in Stettin, Augustastraße (heute st. Malopolska; auf der südlichen Straßenseite; jetzt Polizei-Gebäude)
- 1926: Bankgebäude für die Provinzialbank Pommern in Stolp, Ringstraße (Słupsk, Łajming 6)
- 1926: Kokskohlenturm der Stettiner Gaswerke in Stettin-Pommerensdorf (ul. Koksowa 5)
- 1928–1931: Kreuzkirche an der Werderstraße in Stettin-Westend (Królowej Korony Polskiej 27; perfektes Beispiel eines Sakralbaus der klassischen Moderne)
- 1930: Bankgebäude für die Provinzialbank Pommern in Stralsund, Alter Markt 4 / Knieper Straße (seit nach 1990 als Gewerkschaftshaus genutzt, unter Denkmalschutz)
- 1932–1933: Nikolai-Johannis-Kirche in Stettin, Gabelsbergerstraße 22 (Kościół św. Andrzeja Boboli, ul. Pocztowa 22)
- 1938–1941: Umbau der Mehrfamilienwohnhäuser Kurfürstendamm 56–58 in Berlin-Charlottenburg zum Bürogebäude für die Feldmühle AG (unter Denkmalschutz)[4]

sowie undatiert:
- eigenes Wohnhaus Thesmachers in Stettin-Neuwestend, Mörikeweg 12 (Szczecin-Pogodno, ul. Maria Curie-Sklodowska 12)
- Villa für Franz Manasse an der Arndtstraße in Stettin-Westend (ul. Monte Cassino 17a)

## Galerie

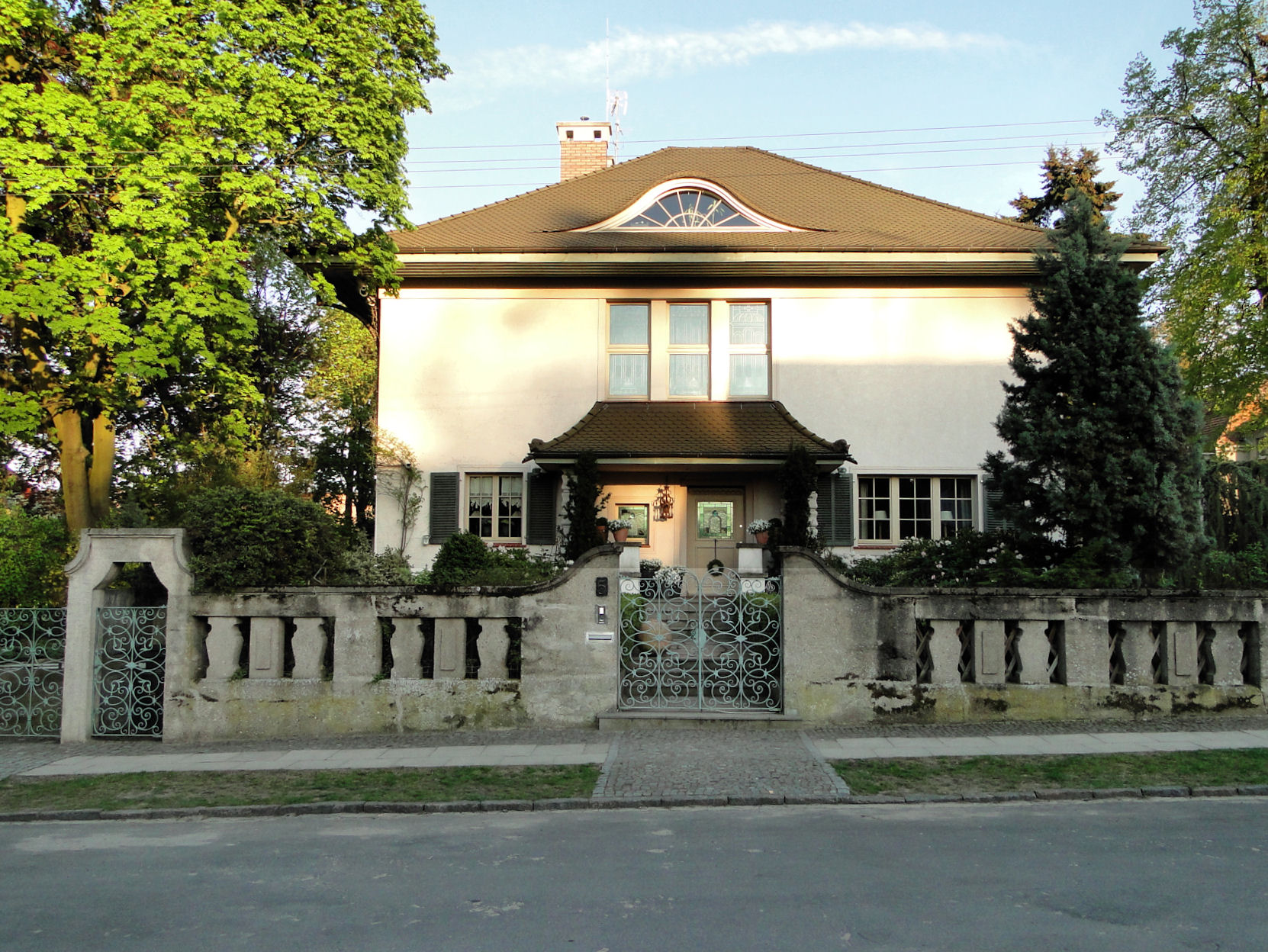
Villa für Georg Rohrbek, ul. Bałuckiego 5
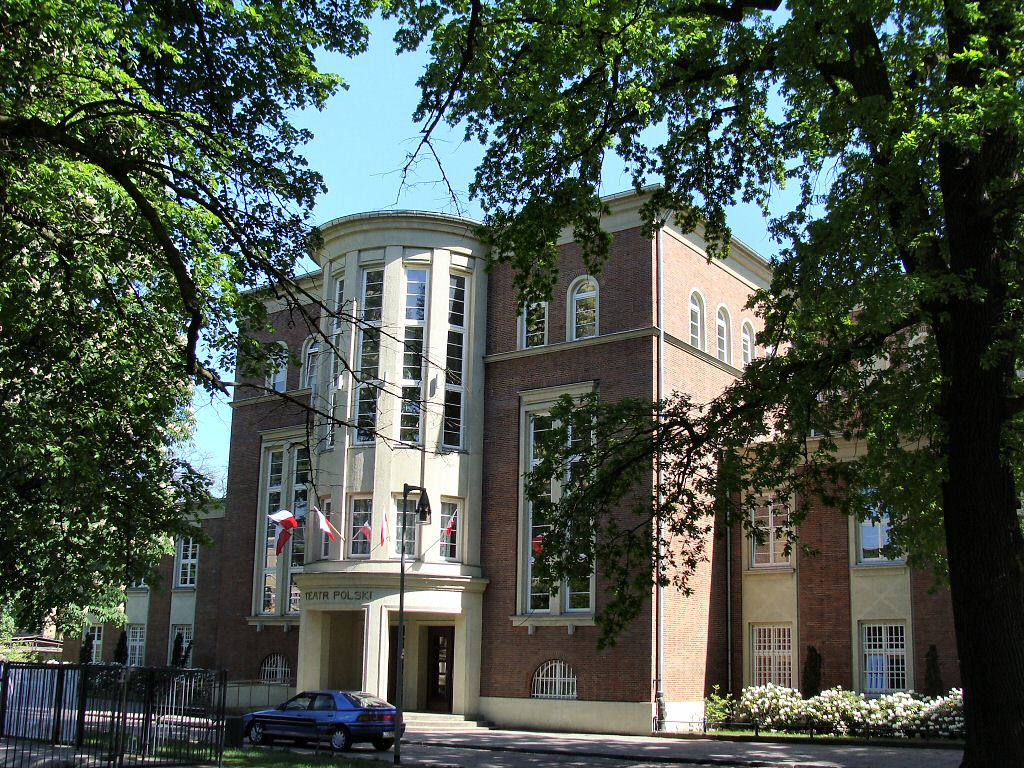
Freimaurerloge Stettin, heute Teatr Polski
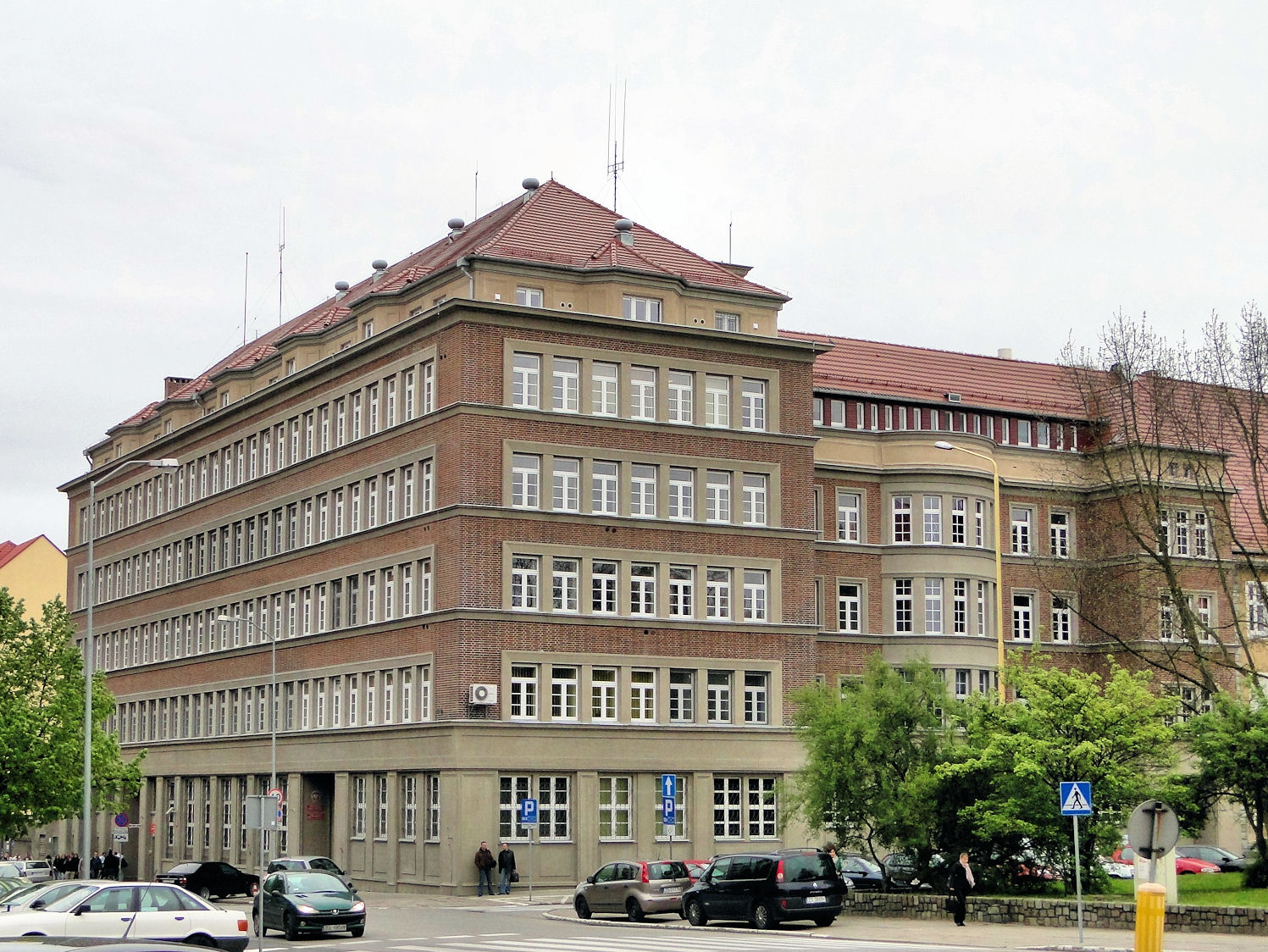
Haus Pommern
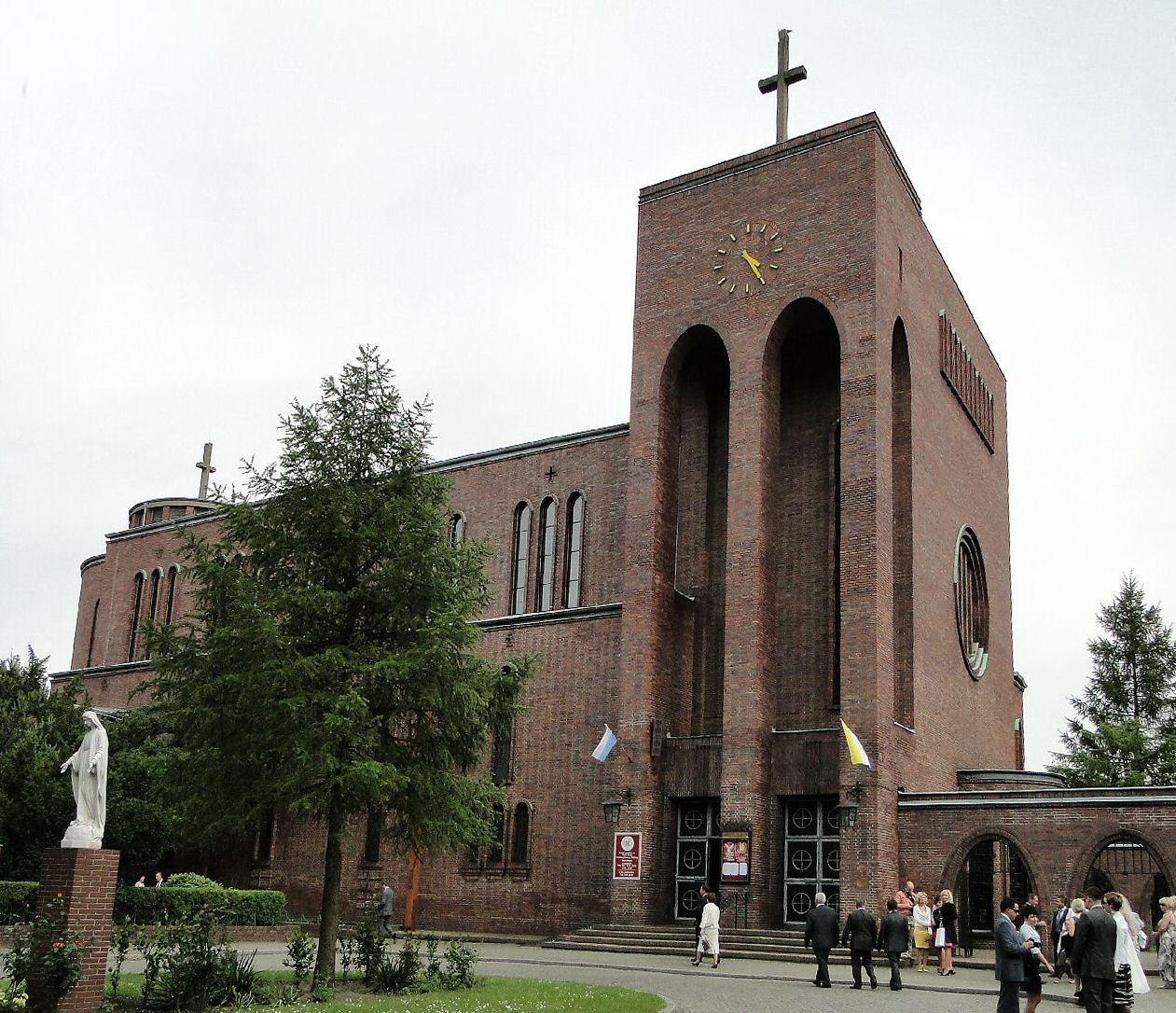
Kreuzkirche in Stettin
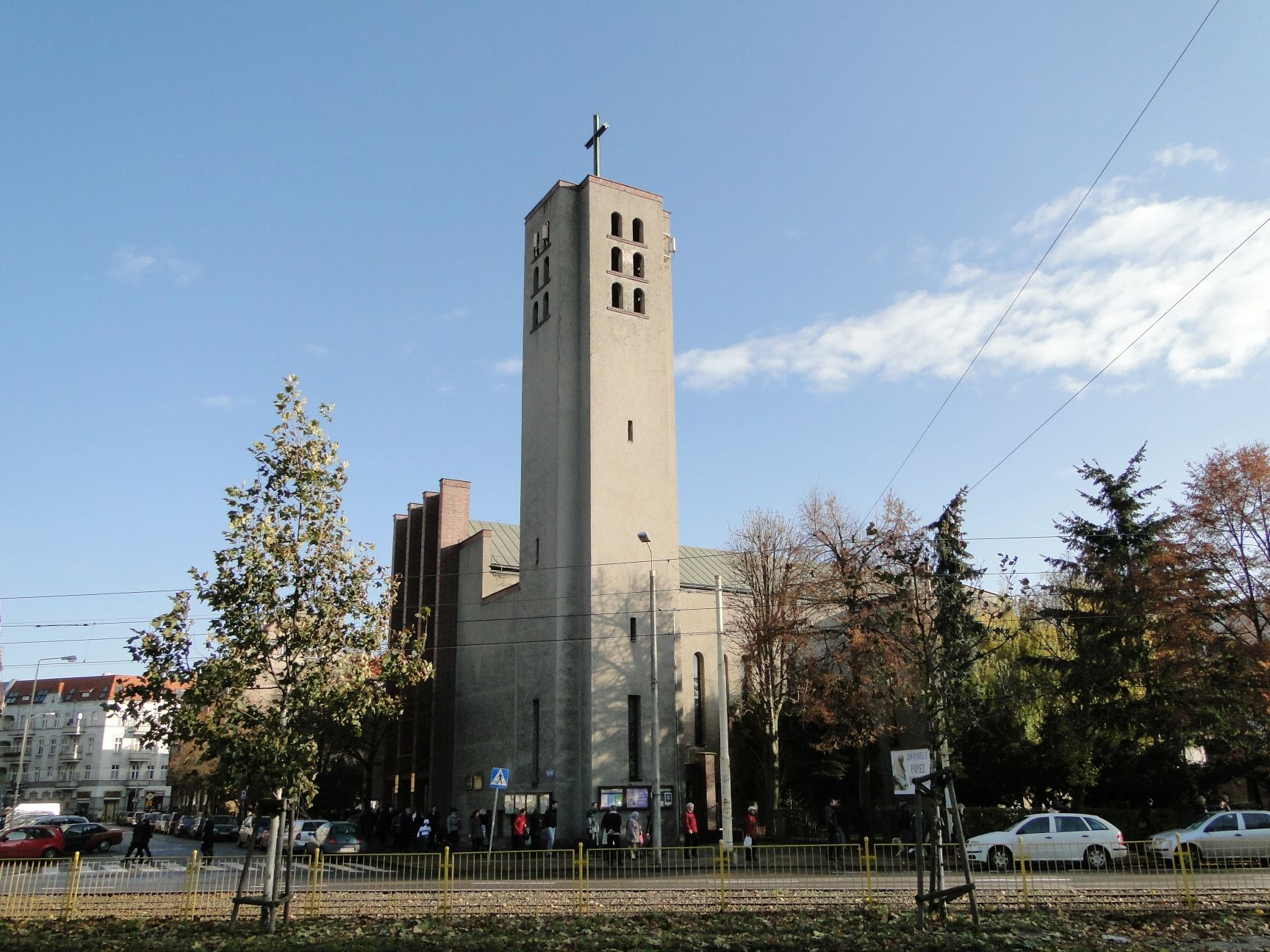
Nikolai-Johannis-Kirche in Stettin
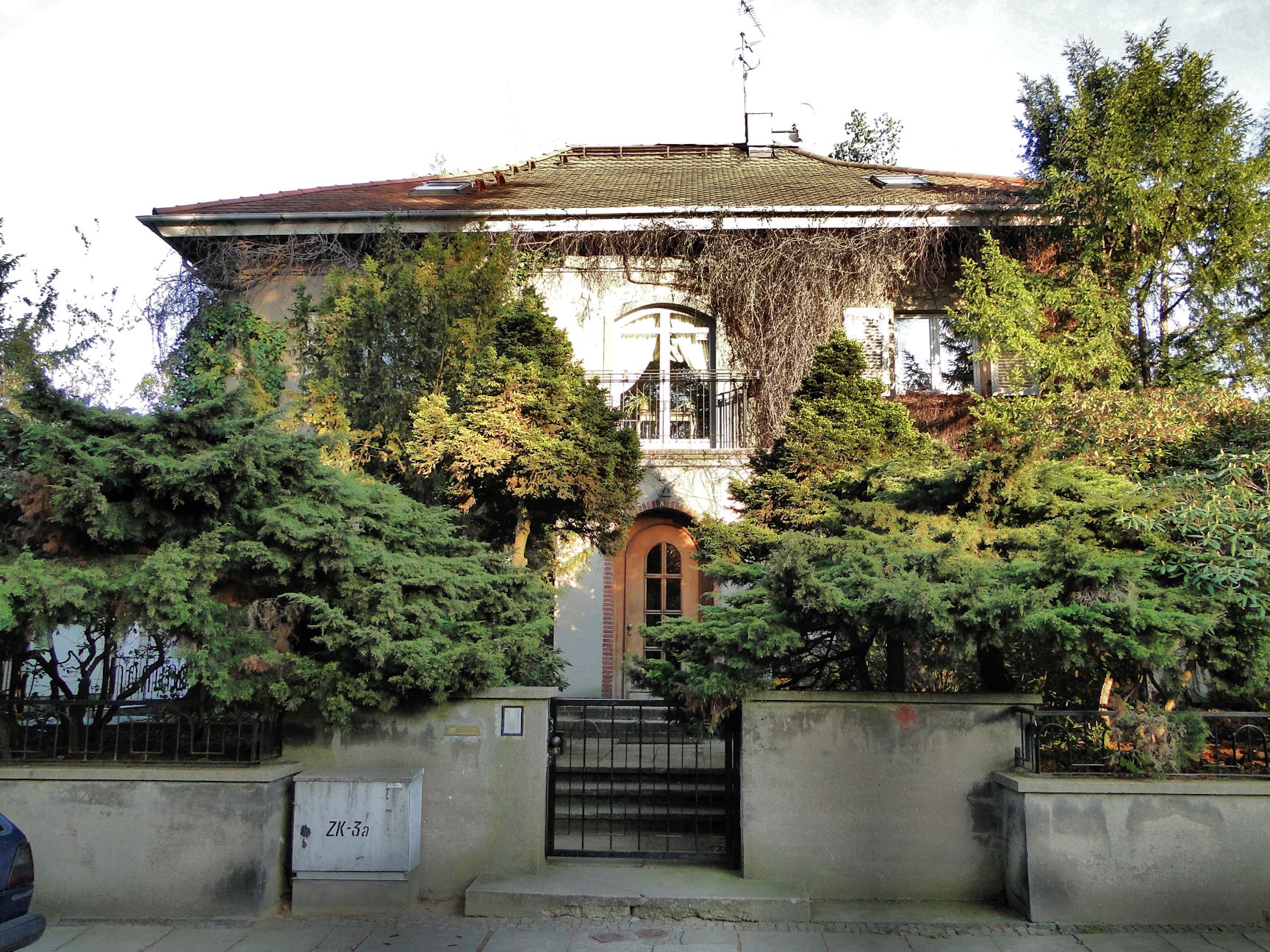
Haus Thesmacher, ul. Curie-Skłodowskiej 12
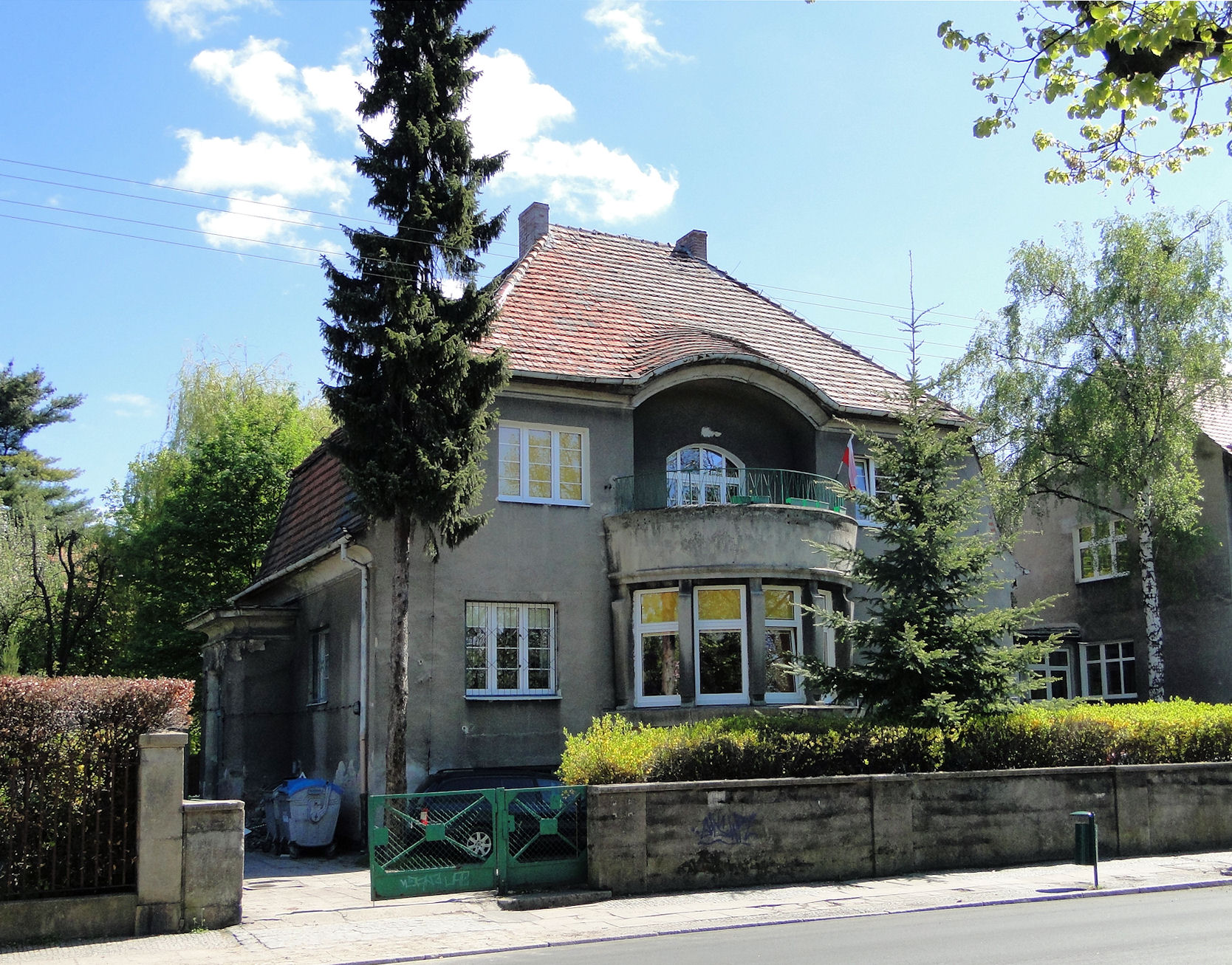
Villa Franz Manasse, ul. Monte Cassino 17a
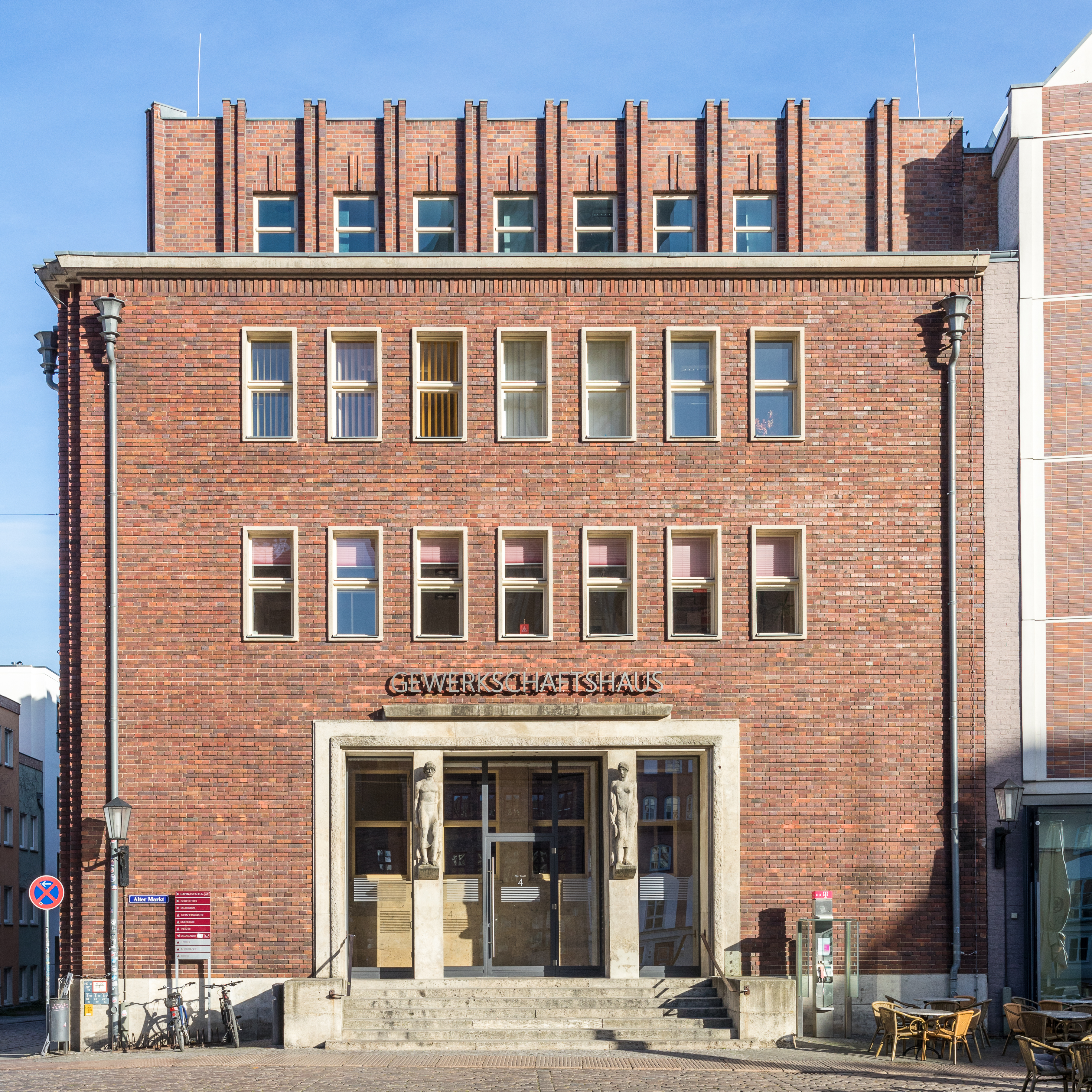
Gewerkschaftshaus Stralsund, Alter Markt 4
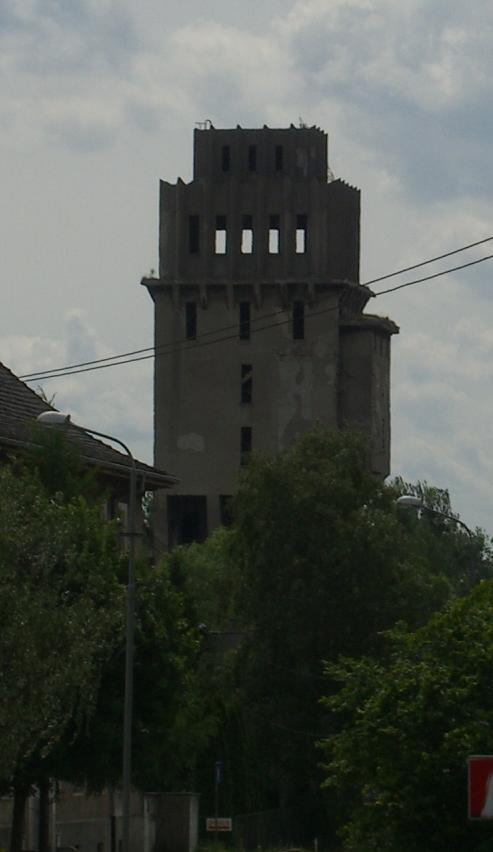
Kokskohlenturm der Stettiner Gaswerke